# Rejon obuchowski (1923-2020)
Rejon obuchowski (ukr. Обуховский район) – dawna jednostka administracyjna w składzie obwodu kijowskiego Ukrainy.

Plan przedstawiający granicę sprzed reformy z 17 lipca 2020 r.

Rejon miał powierzchnię 3637,3 km² i liczył około 228.000 mieszkańców (2021). Siedzibą władz rejonu był Obuchów.
W skład rejonu wchodziły dwie miejskie rady, jedna osiedlowa rada oraz 22 silskie rady, obejmujące 43 wsie.

## Miejscowości rejonu
- (Безіменне)
- (Березове)
- (Дерев'яна)
- (Деремезна)
- Dolina[3] (Долина)
- Hermanówka[4] (Германівка)
- Hryhorówka[5] (Григорівка)
- (Гусачівка)
- (Халеп'я)
- (Капустяна)
- (Козіївка)
- (Конюша)
- Kopaczów (Копачів)
- Kozin (Козин)
- (Красна Слобідка)
- (Красне Перше)
- (Креничі)
- (Кулі)
- (Макарівка)
- (Мала Вільшанка)
- (Малі Дмитровичі)
- (Матяшівка)
- (Нещерів)
- (Нові Безрадичі)
- Obuchów (Обухів)
- (Паращина)
- (Перегонівка)
- (Перше Травня)
- Podhorce[6] (Підгірці)
- Pluty (Плюти)
- (Романків)
- (Семенівка)
- (Старі Безрадичі)
- (Степок)
- (Шевченкове)
- (Щербанівка)
- (Тарасівка)
- Trypol (Трипілля)
- Ukrajinka (Українка)
- (Великі Дмитровичі)
- (Верем'я)
- Wityczew (Витачів)
- (Застугна)
- (Жуківці)